# 伊麗莎白港 (新澤西州)
伊麗莎白港（英語：Port Elizabeth）是位於美國新澤西州坎伯蘭縣的普查規定居民點。

## 人口
根據2020年美國人口普查的數據，伊麗莎白港的面積為4.23平方千米，當中陸地面積為3.88平方千米，而水域面積為0.35平方千米。當地共有人口290人，而人口密度為每平方千米68.56人。